# Bosnia y Herzegovina en los Juegos Olímpicos de Sochi 2014
Bosnia y Herzegovina estuvo representada en los Juegos Olímpicos de Sochi 2014 por un total de 5 deportistas, 3 hombres y 2 mujeres, que compitieron en 3 deportes.
La portadora de la bandera en la ceremonia de apertura fue la esquiadora alpina Žana Novaković. El equipo olímpico bosnio no obtuvo ninguna medalla en estos Juegos.